# Andrzej Sydor
Andrzej Sydor (ur. 3 stycznia 1937 w Lublinie) – polski szachista, mistrz międzynarodowy od 1970 roku.

## Kariera szachowa
Pierwszy sukces odniósł w 1953 r., zdobywając w Szczecinie złoty medal mistrzostw Polski juniorów. W 1965 r. zadebiutował w Lublinie finale mistrzostw Polski seniorów, zdobywając brązowy medal. Drugi w karierze brązowy medal mistrzostw Polski zdobył w 1969 r., również w Lublinie. Do 1984 r. wystąpił czternastokrotnie w finałach mistrzostw Polski. W 1967 r. zwyciężył w turnieju rozegranym w Debreczynie. Spośród innych międzynarodowych sukcesów wymienić można: II miejsce w Čoka (1971), III miejsce w Gausdal (1978), II miejsce w Barcelonie (1979), II-III miejsce w Zamardi (1979), I-III miejsce w Courchevel (1980), I-III miejsce w Čoka (1981), I miejsce w Bagneux (1981) oraz II miejsce w Val Thorens (1981).
Reprezentował Polskę na olimpiadzie szachowej w Skopje w roku 1972 (zdobywając na VI szachownicy 6 pkt w 12 partiach) oraz w drużynowych mistrzostwach Europy w Bath w roku 1973, zajmując wraz z drużyną IV miejsce (w turnieju tym wystąpił na szachownicy VIII i zdobył 3 pkt w 5 partiach).
Najwyższy ranking w karierze osiągnął 1 stycznia 1976 r., z wynikiem 2425 punktów dzielił wówczas 2. miejsce (za Włodzimierzem Schmidtem, wspólnie z Jackiem Bednarskim) wśród polskich szachistów.
Od 1995 r. nie uczestniczy w turniejach klasyfikowanych przez Międzynarodową Federację Szachową.